# NGC 376
NGC 376 este un roi deschis situat în Micul Nor al lui Magellan, în constelația Tucanul. A fost descoperit în 2 septembrie 1826 de către James Dunlop. De asemenea, a fost observat încă o dată în 12 august 1834 de către John Herschel.

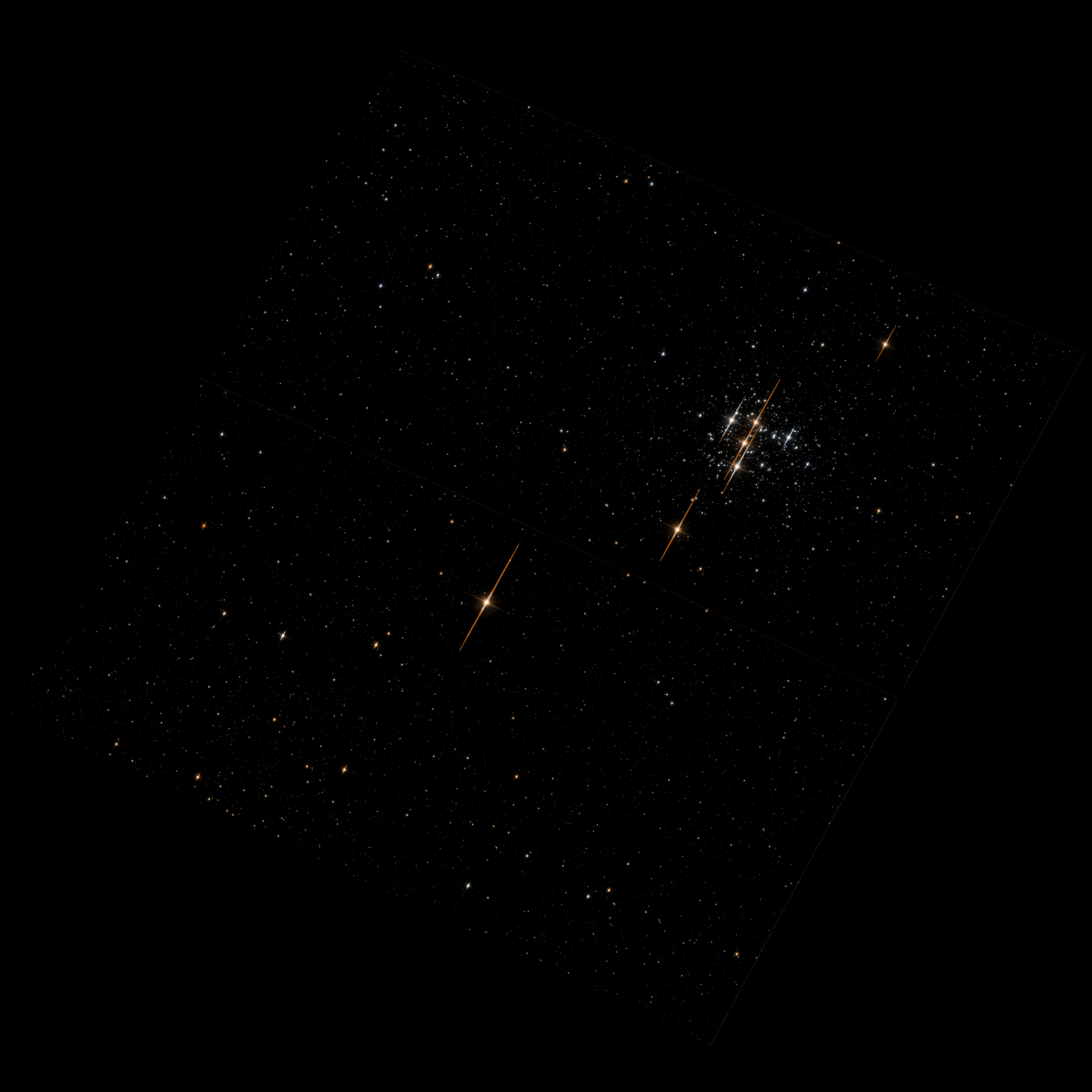
NGC 376 (Telescopul spațial Hubble)